# Matthiola
Genre
Classification phylogénétique

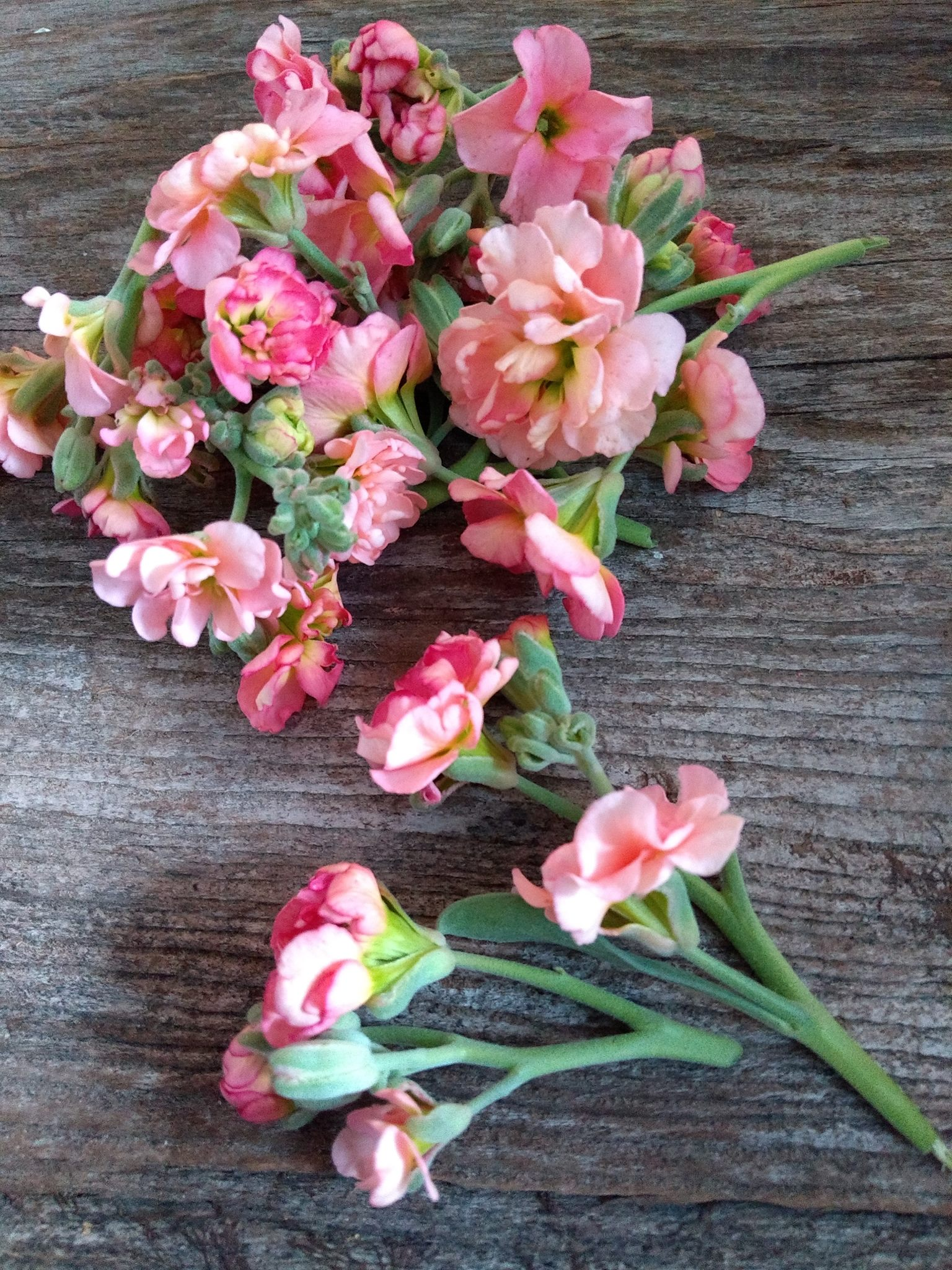
Matthiola incana - Giroflées destinées à l'usage culinaire.

Matthiola est un genre botanique de plantes annuelles ou vivaces, des herbacées ou des arbrisseaux de la famille des Brassicaceae. Il doit son nom à Pierandrea Mattioli. Il est plus connu sous le nom de « giroflée » et on apprécie généralement les giroflées pour le doux parfum des fleurs. Certaines espèces sont prisées en horticulture ornementale pour la culture en jardin et la fleur coupée.

## Caractéristiques
Les plantes de ce genre ont des feuilles simples ou pennatifides, à marge entière ou dentée. L'inflorescence est une grappe terminale. Les fleurs sont souvent parfumées, surtout la nuit. Chaque fleur compte 4 sépales érigés et 4 pétales allongés. Les étamines sont au nombre de 6. Le fruit est une silique.

## Distribution
Ce genre est réparti dans plusieurs pays de l'Europe de l'Ouest, de l'Asie centrale et du Sud de l'Afrique.

## Liste des espèces
Le genre Matthiola compte de 50 à 60 espèces, parmi celles-ci, on peut citer :
- Matthiola fruticulosa (L.) Maire
- Matthiola incana (L.) R. Br., grande giroflée
- Matthiola longipetala (Vent.) DC., giroflée odorante
- Matthiola lunata DC.
- Matthiola maderensis Lowe
- Matthiola maroccana Coss.
- Matthiola odoratissima (Bieb.) R. Br.
- Matthiola ovatifolia (Boiss.) Boiss.
- Matthiola parviflora (Schousb.) R. Br.
- Matthiola sinuata (L.) R. Br., giroflée des dunes
- Matthiola tricuspidata (L.) R. Br.